# Choriaster granulatus
Choriaster granulatus är en sjöstjärneart som beskrevs av Christian Frederik Lütken 1869. Choriaster granulatus ingår i släktet Choriaster och familjen Oreasteridae. Inga underarter finns listade i Catalogue of Life.

## Bildgalleri

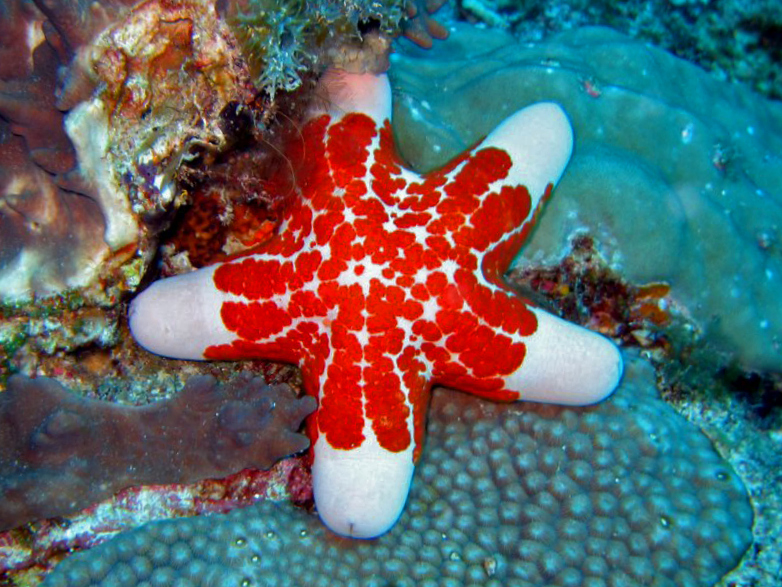